# Crestonica circulosa
Crestonica circulosa är en fjärilsart som beskrevs av M.Gaede. Crestonica circulosa ingår i släktet Crestonica och familjen tandspinnare. Inga underarter finns listade i Catalogue of Life.